# راک‌استار تورنتو
راک‌استار گیمز تورنتو یوال‌سی (به انگلیسی: Rockstar Games Toronto ULC) (نام تجاری: راک‌استار تورنتو) یک توسعه‌دهنده بازی ویدئویی در اوک‌ویل، کانادا می‌باشد. این شرکت یکی از استودیوهای راک‌استار گیمز که مالک آن، شرکت تیک-تو اینتراکتیو می‌باشد.
راک‌استار تورنتو در ابتدا در سال ۱۹۸۱ میلادی با عنوان ایمیج‌اکسل (به انگلیسی: Imagexcel) تأسیس شد، سپس در سال مارس ۱۹۹۵ میلادی به یکی از بخش‌های شرکت گیم‌تک به نام آلترنیتیو ریلیتی تکنالجیز (به انگلیسی: Alternative Reality Technologies) تبدیل شد، دو سال یعنی ژوئیه سال ۱۹۹۷ توسط تیک-تو اینتراکتیو خریداری و در ۱۹۹۹ میلادی یکی از زیرمجموعه‌های راک‌استار گیمز با نام راک‌استار کانادا (به انگلیسی: Rockstar Canada) شد.
در آوت ۲۰۰۲ و با تأسیس راک‌استار ونکوور، راک‌استار گیمز برای جلوگیری از اشتباه گرفته‌شدن با این استودیو، تصمیم گرفت نام راک‌استار کانادا را به راک‌استار تورنتو تغییر دهد. در تاریخ ۹ ژوئیه ۲۰۱۲, یعنی ۲ ماه پس از انتشار مکس پین ۳, راک‌استار گیمز از نقل مکان این استودیو به یک استودیوی جدید، بزرگتر و ساخته شده به صورت سفارشی رونمایی کرد؛ که این نقل مکان منجر به ادغام راک‌استار ونکوور در راک‌استار تورنتو شد، راک‌استار ونکوور تعطیل شد و نام تجاری آن منحل شد و تمامی ۳۵ کارمند آن امکان نقل مکان به راک‌استار تورنتو یا دیگر استودیوهای راک‌استار گیمز را داشتند.

## بازی‌ها

### به عنوان ایمیج‌اکسل
| سال  | عنوان        | سکو(ها)                                                                            | ناشر(ها)                            | یادداشت‌ها                  |
| ---- | ------------ | ---------------------------------------------------------------------------------- | ----------------------------------- | -------------------------- |
| ۱۹۸۸ | تکنو کاپ     | آمیگا، آمستراد سی‌پی‌سی، اپل ۲, آتاری اس‌تی، کمودور ۶۴, ام‌اس-داس، سگا جنسیس، اسپکتروم | گرملین گرافیک، یو.اس. گلد، ریزرسافت | ساخته‌شده با همکاری گری متر |
| ۱۹۹۰ | مسابقه نهایی | آمیگا، آتاری اس‌تی                                                                  | ماینداسکیپ                          | ساخته‌شده با همکاری گری متر |
| ۱۹۹۴ | قرنطینه      | ۳دی‌او، ام‌اس-داس، پلی‌استیشن، سگا ساترن                                              | گیم‌تک                               | —                          |

### به عنوان آلترنیتیو ریلیتی تکنالجیز
| سال  | عنوان                | پلتفرم(ها)                        | ناشر(ها)           |
| ---- | -------------------- | --------------------------------- | ------------------ |
| ۱۹۹۶ | قرنطینه ۲: راه مبارز | ام‌اس-داس                          | ماینداسکیپ، گیم‌تک  |
| ۱۹۹۷ | جامعه تاریک          | مک اواس کلاسیک، مایکروسافت ویندوز | استراتژیک سیمولیشن |

### به عنوان راک‌استار کانادا
| سال  | عنوان                        | پلتفرم(ها)                             | ناشر(ها)      | یادداشت‌ها                                                         |
| ---- | ---------------------------- | -------------------------------------- | ------------- | ----------------------------------------------------------------- |
| ۱۹۹۹ | اتومبیل‌دزدی بزرگ: ۱۹۶۹, لندن | مایکروسافت ویندوز، ام‌اس-داس، پلی‌استیشن | راک‌استار گیمز | بسته تکمیلی برای اتومبیل‌دزدی بزرگ                                 |
| ۱۹۹۹ | اتومبیل‌دزدی بزرگ: ۱۹۶۱, لندن | مایکروسافت ویندوز، ام‌اس-داس            | راک‌استار گیمز | بسته تکمیلی برای اتومبیل‌دزدی بزرگ                                 |
| ۲۰۰۱ | اونی                         | پلی‌استیشن ۲                            | راک‌استار گیمز | تنها سازنده نسخه این پلتفرم؛ بازی توسعه‌یافته توسط بانجی           |
| ۲۰۰۱ | مکس پین                      | پلی‌استیشن ۲                            | راک‌استار گیمز | تنها سازنده نسخه این پلتفرم؛ بازی توسعه‌یافته توسط رمدی انترتینمنت |

### به عنوان راک‌استار تورنتو
| سال  | عنوان                                    | پلتفرم(ها)                                                                                                   | ناشر(ها)      | یادداشت‌ها                                                                                      |
| ---- | ---------------------------------------- | --- | ------------- | ---------------------------------------------------------------------------------------------- |
| ۲۰۰۵ | سلحشوران                                 | پلی‌استیشن ۲, پلی‌استیشن همراه، اکس‌باکس                                                                        | راک‌استار گیمز | فقط پورت بازی برای کنسول پلی‌استیشن همراه                                                       |
| ۲۰۰۷ | منهانت ۲                                 | مایکروسافت ویندوز، پلی‌استیشن ۲, پلی‌استیشن همراه، نینتندو وی                                                  | راک‌استار گیمز | سازنده پشتیبان برای راک‌استار لندن; همچنین سازنده نسخه نینتندو وی                               |
| ۲۰۰۸ | بولی: نسخه بورسیه                        | مایکروسافت ویندوز، نینتندو وی، اکس‌باکس ۳۶۰                                                                   | راک‌استار گیمز | سازنده پشتیبان برای راک‌استار نیو انگلند؛ همچنین سازنده نسخه نینتندو وی                         |
| ۲۰۰۸ | اتومبیل‌دزدی بزرگ ۴                       | مایکروسافت ویندوز                                                                                            | راک‌استار گیمز | تنها سازنده نسخه این پلتفرم، با همکاری راک‌استار نیو انگلند؛ بازی توسعه‌یافته توسط راک‌استار نورث |
| ۲۰۱۰ | اتومبیل‌دزدی بزرگ: قسمت‌هایی از لیبرتی‌سیتی | مایکروسافت ویندوز                                                                                            | راک‌استار گیمز | تنها سازنده نسخه این پلتفرم، با همکاری راک‌استار نیو انگلند؛ بازی توسعه‌یافته توسط راک‌استار نورث |
| ۲۰۱۲ | مکس پین ۳                                | مک‌اواس، مایکروسافت ویندوز، پلی‌استیشن ۳, اکس‌باکس ۳۶۰                                                          | راک‌استار گیمز | سازنده به عنوان استودیوهای راک‌استار; همچنین سازنده نسخه مایکروسافت ویندوز                      |
| ۲۰۱۳ | اتومبیل‌دزدی بزرگ ۵                       | مایکروسافت ویندوز، پلی‌استیشن ۳, پلی‌استیشن ۴, پلی‌استیشن ۵, اکس‌باکس ۳۶۰, اکس‌باکس وان، اکس‌باکس سری اکس و سری اس | راک‌استار گیمز | سازنده پشتیبان برای راک‌استار نورث; همچنین سازنده نسخه مایکروسافت ویندوز                        |
| ۲۰۱۸ | رد دد ریدمپشن ۲                          | مایکروسافت ویندوز، پلی‌استیشن ۴, گوگل استادیا، اکس‌باکس وان                                                    | راک‌استار گیمز | سازنده به عنوان استودیوهای راک‌استار                                                            |